# Canal de Vivari
Le canal de Vivari (en albanais : Kanali i Butrintit, également connu sous le nom de rivière Butrinto) est une voie navigable qui relie le lac de Butrint (en), à l'extrême sud de l'Albanie, au détroit de Corfou et forme une frontière de la péninsule de Butrint.

## Description
Le canal naturel coule dans les deux sens toutes les six heures, du lac vers la mer et vice versa pendant la marée montante, facilitant l'accès des eaux salées au lac de Butrint.
Un ponton est situé près de la porte du parc national de Butrint. Deux petits forts, le château d'Ali Pacha et le château triangulaire vénitien, sont situés près de l'embouchure du canal ; tous deux ont été construits sous le règne d'Ali Pacha de Ioannina.
Selon les organisations internationales, le canal sert de ligne de démarcation entre la mer Adriatique et la mer Ionienne.
Le canal crée une situation unique dans le lac de Butrint, qui est en partie alimenté par de l'eau douce et en partie par de l'eau salée, créant ainsi des conditions idéales pour l'élevage de mollusques. Sous le régime communiste, de nombreux étudiants se portaient volontaires pendant l'été pour rechercher des ruines antiques dans le parc national de Butrint.